# Abbey Strand

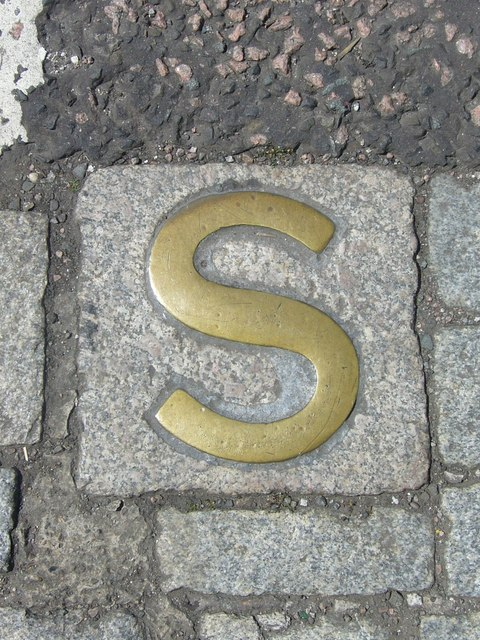
Markering van de abdijgrens, waar nog sanctuary (asiel) werd verleend.

Abbey Strand is de straat aan het eind van de Royal Mile bij het Palace of Holyroodhouse in Edinburgh (Schotland) en tevens de naam van het vijftiende-eeuwse gebouw aan de noordzijde van deze straat.

## Beschrijving
De straat Abbey Strand geeft toegang tot het Palace of Holyroodhouse. Aan de noordzijde liggen de gebouwen bekend als de Western building (het westelijke gebouw) en de Abbey Sanctuary (asiel van de abdij) die samen, net zoals de straat, bekendstaan als de Abbey Strand. In de Western building was in een latere periode Lucky Spence's tavern (het café van gelukkige Spence) gevestigd. Aan de zuidzijde van de straat ligt de Queen's Gallery en de resten van het poortgebouw van Holyrood Palace met het wapen van Jacobus V in de muur.
In deze straat lag de grens van het gebied dat behoorde tot Holyrood Abbey. Bronzen knoppen en de letter S op de weg markeren deze grens. Vluchtelingen konden asiel krijgen in de Strand. Deze vluchtelingen waren voornamelijk mensen die schulden hadden. Deze praktijken bleven doorgaan tot 1880, waarna mensen met schulden niet meer daarvoor in de gevangenis konden belanden.
Het westelijke gebouw van Abbey Strand heeft drie verdiepingen en stamt uit de late vijftiende of vroege zestiende eeuw. Het gebouw werd deels herbouwd in 1544 en zwaar gerestaureerd in 1916. De gebouwen ten oosten ervan, bekend als de Abbey Sanctuary, begonnen als een uitbreiding van het westelijke huurhuis in het midden van de zestiende eeuw. In de 20e eeuw werd er een boekwinkel van Historic Scotland in gevestigd. Het gebouw is voorzien van een trap die begint aan de straatzijde en leidt naar een deur op de eerste verdieping aan de zijkant van het gebouw.

## Beheer
Het gebouw Abbey Strand wordt beheerd door Historic Environment Scotland. Met uitzondering van de boekwinkel is het gebouw niet toegankelijk.